# Ismail al-Faruqi
Ismaʻīl Rājī al-Fārūqī (Jaffa, 1. siječnja 1921. – 27. svibnja 1986.) bio je palestinsko-američki filozof poznat po svojim doprinosima islamskim studijama i međuvjerskom dijalogu. Proveo je nekoliko godina na Sveučilištu Al-Azhar u Kairu i predavao na sveučilištima u Sjevernoj Americi, uključujući Sveučilište McGill u Montrealu, Kanadi. Al-Faruqi je bio profesor religije na Sveučilištu Temple, gdje je osnovao i vodio program Islamskih studija. Također je osnovao Međunarodni institut za islamsku misao (IIIT). Al-Faruqi je autor više od 100 članaka i 25 knjiga, uključujući Christian Ethics: A Historical and Systematic Analysis of Its Dominant Ideas i Al-Tawhid: Its Implications For Thought And Life.

## Rani život i obrazovanje
Al-Faruqi je rođen u Jaffi, tada pod britanskim mandatom Palestine. Njegov otac, 'Abd al-Huda al-Faruqi, bio je islamski sudija (kadi). Al-Faruqi je svoje rano vjersko obrazovanje stekao kod kuće i u lokalnoj džamiji. Godine 1936. počeo je pohađati francuski dominikanski Collège des Frères de Jaffa.
Godine 1942. imenovan je matičarem zadruga pod vladom britanskog mandata u Jeruzalemu. Godine 1945. postao je okružni guverner Galileje. Nakon Arapsko-izraelskog rata 1948. godine, al-Faruqi je emigrirao u Bejrut, Liban, gdje je studirao na Američkom sveučilištu u Bejrutu. Kasnije se upisao na Sveučilište Indiana, gdje je 1949. stekao magisterij iz filozofije s radom pod naslovom The Ethics of Reason and the Ethics of Life (Kantian and Nietzschean Ethics).
U svom magistarskom radu, al-Faruqi je proučavao etiku Immanuela Kanta i Friedricha Nietzschea. Nakon toga je stekao drugi magisterij iz filozofije na Sveučilištu Harvard 1951. godine i doktorirao radom pod naslovom On Justifying the Good na Sveučilištu Indiana 1952. godine. U svojem doktorskom radu, al-Faruqi je tvrdio da su vrijednosti apsolutne, samoegzistentne esencije koje se poznaju a priori kroz emocionalnu intuiciju. Svoje teorije temeljio je na Maxu Scheleru i njegovoj uporabi fenomenologije te studijama Nicolaja Hartmanna o etici.
Njegova istraživanja dovela su ga na zaključak da odsustvo transcendentne osnove vodi u moralni relativizam, što ga je potaknulo na ponovno razmatranje svog islamskog naslijeđa. U roku od šest godina nakon dolaska u Sjedinjene Američke Države, prepoznao je potrebu za dubljim proučavanjem islama, što ga je dovelo do studija na Sveučilištu Al-Azhar u Egiptu. Do trenutka kad je napustio Sjedinjene Američke Države, razvio je nova pitanja o moralnim obavezama i nastojao integrirati svoje intelektualne težnje sa svojim islamskim identitetom.

## Akademska karijera
Godine 1958. al-Faruqi je dobio pozivnu stipendiju na Fakultetu za teologiju Sveučilišta McGill. Živio je u Ville St. Laurentu i pridružio se Institutu za islamske studije Sveučilišta McGill na poziv njegovog osnivača, Wilfreda Cantwella Smitha. Od 1958. do 1961. predavao je zajedno sa Smithom i bio poznat po svom dinamičnom i originalnom pristupu islamskoj misli. Tijekom svog mandata, proučavao je kršćansku teologiju i judaizam te se upoznao s pakistanskim filozofom Fazlurom Rahmanom. Godine 1961. Rahman je dogovorio dvogodišnje imenovanje za al-Faruqija u Centralnom institutu za islamska istraživanja u Karachiju, Pakistan, kako bi ga izložio različitim muslimanskim kulturama. Al-Faruqi je radio kao gostujući profesor tamo od 1961. do 1963. godine.
Godine 1964. al-Faruqi se vratio u Sjedinjene Američke Države i radio kao gostujući profesor na Fakultetu za teologiju Sveučlišta u Chicagu te kao izvanredni profesor na Sveučilištu Syracuse. Godine 1968. pridružio se Sveučilištu Temple kao profesor religije, gdje je osnovao Program islamskih studija i zadržao tu poziciju sve do svoje smrti 1986. godine. Tijekom svog mandata na Sveučilištu Temple, al-Faruqi je mentorirao mnoge studente, uključujući svog prvog doktoranda, Johna Esposita.
U ožujku 1977. al-Faruqi je odigrao značajnu ulogu na Prvoj svjetskoj konferenciji o muslimanskom obrazovanju u Meki. Na ovoj konferenciji sudjelovali su Muhammad Kamal Hassan, Syed Muhammad Naquib al-Attas, i Syed Ali Ashraf
, među ostalima. Konferencija je postavila temelje za osnivanje islamskih sveučilišta u Dhaki, Islamabadu, Kuala Lumpuru, Kampali i Nigeru. Al-Faruqi je bio ključan u raspravama i razvoju akcijskih planova konferencije.

## Filozofija i misao

### Rana misao: Arabizam
Al-Faruqi se u početku intelektualno usredotočio na urubah (arabizam). Tvrdio je da je urubah središnji identitet i skup vrijednosti koji ujedinjuju sve muslimane u jednu zajednicu vjernika (ummah). Al-Faruqi je vjerovao da je arapski, kao jezik Kur'ana, bitan za potpuno razumijevanje islamske koncepcije svijeta. Tvrdio je da je urubah neodvojiva od muslimanskog identiteta, obuhvaćajući i jezičnu i vjersku dimenziju.
Al-Faruqi je također naglašavao koncept tawhid kao središnji element arapske vjerske svijesti, koji je pronašao u judaizmu, kršćanstvu i islamu. Ova ideja isticala je zajednički tok monoteističkih vjerovanja među ovim religijama, ukorijenjen u arapskoj kulturi i jeziku. Vjerovao je da su islam i monoteizam darovi arapske svijesti čovječanstvu, što je bilo suprotno rasno zasnovanom nacionalizmu modernog doba.
Ovaj stav su neki znanstvenici kritizirali zbog njegove percepcije esencijalističkog i arabocentričnog pristupa. Kritičari, uključujući ne-arapske muslimanske intelektualce, osporavali su njegovu tvrdnju da je arapski jedina jezična struktura prikladna za islamsku misao. Al-Faruqijevo vrijeme u Pakistanu, gdje je bio izložen raznolikim muslimanskim kulturama, nije bitno promijenilo njegove arabocentrične poglede u početku.

### Prijelaz na islamizam
Al-Faruqijevi pogledi značajno su se razvili nakon preseljenja u Sjedinjene Američke Države. Njegovo uključivanje u Muslimansko studentsko udruženje (MSA) na Sveučilištu Temple upoznalo ga je s raznolikom grupom muslimanskih studenata iz različitih kulturnih sredina. Ova izloženost dovela ga je do ponovnog razmatranja njegovog ranijeg fokusa na arabizam. Počeo je davati prioritet širem islamskom identitetu nad arapskim nacionalizmom, navodeći, "Do prije nekoliko mjeseci, bio sam Palestinac, Arap i musliman. Sada sam musliman koji je i slučajno Arap iz Palestine." Razmišljajući dalje o svom identitetu, al-Faruqi je primijetio, "Pitao sam se: Tko sam ja? Palestinac, filozof, liberalni humanist? Moj odgovor je bio: Ja sam musliman."
Ova promjena također je bila pod utjecajem njegovog angažmana u međuvjerskom dijalogu, gdje je počeo uviđati važnost jedinstvenog islamskog identiteta za poticanje smislenih razgovora s nemuslimanima. Al-Faruqijeva uključenost u MSA i njegovi susreti s raznolikim muslimanskim kulturama u Sjedinjenim Američkim Državama dodatno su učvrstili njegov širi islamski identitet nad njegovim ranijim arabo-centričnim pogledima.

### Meta-religija
Al-Faruqi je nastojao uspostaviti metareligijske principe temeljene na razumu kako bi procijenio religije prema univerzalnim standardima, a ne jedna protiv druge. Ova ambiciozna zadaća imala je za cilj pronaći zajednički jezik za razumijevanje i suradnju među različitim vjerama. Predložio je nekoliko vodećih principa za dijalog, uključujući da je sav dijalog podložan kritici, komunikacija mora poštovati zakone unutarnje i vanjske koherentnosti, dijalog treba odgovarati stvarnosti i biti slobodan od "kanonskih figuracija", te fokus na etička pitanja umjesto na teološke rasprave.
Al-Faruqi je vjerovao da metareligijski dijalog može poslužiti kao sredstvo za postizanje međusobnog razumijevanja i poštovanja među različitim vjerskim zajednicama, pomažući premostiti jaz stvoren doktrinarnim razlikama. Njegov fokus na etiku nad teologijom bio je namijenjen olakšavanju konstruktivnijih i manje spornih međuvjerskih susreta.

### Holističko znanje
Al-Faruqi je značajno doprinio razvoju koncepta holističkog znanja, izražavajući zabrinutost zbog sekularizacije znanja u muslimanskim društvima. Raspravljao je o "malaisu ummeta" i tvrdio da korištenje zapadnih sekularnih alata i metoda dovodi do diskonekcije s ekološkim i društvenim stvarnostima muslimanskih nacija, često zanemarujući kršenja islamske etike. Naglašavao je važnost integracije islamskih principa s modernim znanjem kako bi se odgovorilo na suvremene izazove i održala etička cjelovitost ummeta.
Al-Faruqijevi kasniji intelektualni napori usmjereni su na islamizaciju znanja. Nastojao je uskladiti islamske principe sa suvremenim akademskim disciplinama, zagovarajući holističku integraciju vjere i razuma. Njegov rad u ovom području kulminirao je osnivanjem IIIT-a, koji je imao za cilj razviti islamsku epistemologiju i metodologiju za različita područja studija.
Al-Faruqi je naglasio potrebu za integracijom islamskog znanja s modernim znanostima. Vjerovao je u razvoj jedinstvenog islamskog kurikuluma koji bi uključivao suvremene discipline, dok bi ih utemeljio u islamskoj misli. Njegov pristup uključivao je sustavni proces identificiranja i eliminacije elemenata nespojivih s islamskim principima te integraciju islamskih vrijednosti u različite akademske discipline.
Snažno fokusirajući se na obrazovnu reformu, Al-Faruqi je zagovarao stvaranje sveobuhvatnih kurikuluma i akademskih institucija koje kombiniraju islamske i moderne znanosti. Ovaj pristup imao je za cilj proizvesti znanstvenike sposobne za rješavanje suvremenih izazova iz islamske perspektive. Al-Faruqi je također naglašavao važnost razvoja kurikuluma, praktičnih strategija za sprovedbu i holistički pristup reformiranju cijelog obrazovnog sustava.

### Pogledi na cionizam
Al-Faruqi je bio oštar kritičar cionizma, smatrajući ga nespojivim s judaizmom zbog njegovog nacionalističkog ideologije. Tvrdio je da nepravde izazvane cionizmom zahtijevaju njegovo demontiranje. Predložio je da bivši izraelski Židovi koji se odreknu cionizma mogu živjeti kao "umetska zajednica" unutar muslimanskog svijeta, pridržavajući se židovskog zakona kako ga tumače rabinski sudovi unutar islamskog okvira. Ovaj stav naglašavao je njegovu predanost viziji pravde ukorijenjene u islamskim principima.

## Znanstvena dostignuća
Godine 1980. al-Faruqi je suosnovao Međunarodni institut za islamsku misao (IIIT) s Tahaom Jabir Alalwanijem, Abdulom Hamidom AbuSulaymanom i Anwarom Ibrahimom.
Al-Faruqi je doprinio islamskim studijama kroz svoje obimne spise i angažman u akademskim i međuvjerskim organizacijama. Autor je više od 100 članaka u znanstvenim časopisima i magazinima te 25 knjiga, uključujući Christian Ethics: A Historical and Systematic Analysis of Its Dominant Ideas (1968), Islam and the Problem of Israel (1980) i Al-Tawhid: Its Implications For Thought And Life (1982). Bio je uključen u osnivanje Grupe za islamske studije Američke akademije religije i služio je kao njen predsjednik deset godina. Također je obnašao pozicije poput potpredsjednika Interreligijskog mirovnog kolokvija i predsjednika Američkog islamskog koledža u Chicagu.
Al-Faruqi je predložio koncept tawhid (monoteizam) kao ujedinjujući princip u islamskoj misli, naglašavajući njegovu relevantnost u različitim aspektima života, uključujući etiku, politiku i obrazovanje. Njegova inicijativa "islamizacije znanja" imala je za cilj integraciju islamskih principa sa suvremenim akademskim disciplinama, promičući holističku integraciju vjere i razuma. U IIIT-u, njegov rad uključivao je stvaranje okvira za islamsku epistemologiju, uključujući razvoj kurikuluma i istraživačkih metodologija temeljenih na islamskoj misli. Ova inicijativa imala je za cilj odgovoriti na izazove sekularizacije i angažirati se s intelektualnom tradicijom islama.
Prema Ibrahimu Kalinu, al-Faruqijeva "islamizacija znanja" prvenstveno je ciljala na humanističke znanosti, isključujući modernu znanstvenu spoznaju, što je dovelo do sociološkog fokusa u islamskom znanju i zanemarivanja sekularizirajućeg učinka moderne znanosti.
Al-Faruqi je također bio uključen u međuvjerski dijalog, promičući međusobno razumijevanje i suradnju među različitim vjerskim zajednicama. Njegovi napori imali su za cilj stvoriti globalno okruženje mira i poštovanja, naglašavajući zajedničke točke između islama, kršćanstva i judaizma.

## Suvremena relevantnost
Al-Faruqijeve ideje o islamizaciji znanja i dalje imaju uticaj na suvremenu islamsku misao. Njegovo naglašavanje integracije islamskih principa sa suvremenim akademskim disciplinama ostaje relevantno za naučnike i edukatore koji nastoje uskladiti vjeru i razum. Njegov rad često se citira na akademskim konferencijama i u publikacijama o islamskoj misli i obrazovanju.
Al-Faruqijev doprinos međuvjerskom dijalogu također je široko prepoznat. Njegovi napori u promicanju međusobnog razumijevanja i suradnje među različitim vjerskim zajednicama zabilježeni su u nekoliko znanstvenih radova. Njegov pristup međuvjerskom dijalogu, koji je naglašavao zajedničke točke između islama, kršćanstva i judaizma, smatra se važnim doprinosom u stvaranju globalnog okruženja mira i poštovanja.
Njegov doprinos muslimanskoj zajednici u Montrealu i njegov utjecaj na islamsko znanje prepoznati su posthumno.

## Smrt
U svibnju 1986. al-Faruqi i njegova supruga ubijeni su u njihovoj kući u Wyncoteu, Pennsylvania, od strane Josepha Louisa Younga, također poznatog kao Yusuf Ali. Young je priznao zločin, osuđen je na smrt i umro je u zatvoru prirodnom smrću 1996. godine. Napad je također ostavio njihovu kćer, Anmar al-Zein, teško ozlijeđenu, ali je preživjela nakon opsežnog medicinskog liječenja. Postoje različite teorije o motivima iza ubojstava, uključujući neuspjeli pokušaj pljačke i politički motivirano ubojstvo.

## Vanjske poveznice
Ismail Faruqi Online  Arhivirana inačica izvorne stranice od 6. veljače 2010. (Wayback Machine), mrežna stranica o životu i djelima dr. Ismaila al Faruqija